# 발렌티나 베찰리
마리아 발렌티나 베찰리(이탈리아어: Maria Valentina Vezzali, 1974년 2월 14일~)는 이탈리아의 펜싱 선수로 플뢰레 시합에서 6개의 하계 올림픽 금메달을 획득하며, 올림픽 역사상 가장 많은 금메달을 획득한 여자 펜싱 선수로 이름을 올렸다.

## 경력
마르케주 이에시 출신의 베찰리는 올림픽 역사상 최초로 플뢰레 개인전 종목을 3연승(2000~2008)한 펜싱 선수이다.
세계 펜싱 선수권 대회에서는 6회의 개인전(1999, 2001, 2003, 2005, 2007, 2011)과 7회의 단체전(1995, 1997, 1998, 2001, 2004, 2009, 2010)을 우승하면서 13개의 금메달을 따내기로 유명하였다.
유럽 선수권 대회에서는 9개의 금메달(개인전:1998, 1999, 2001, 2009, 2010, 단체전:1999, 2001, 2009, 2010)을 획득하였다.
2006년 카테리나 루케티가 집필을 담당한 구술 자서전 《가려지지 않은 얼굴과》(A volto scoperto)를 출간하였다.

## 같이 보기
- 올림픽 다관왕 목록
- 세계 펜싱 선수권 대회
- 올림픽 이탈리아 선수단